# 柿 (樅型駆逐艦)
|                  | |
| 艦歴             | |
| 計画             | 1917年度 |
| 起工             | 1919年2月27日 |
| 進水             | 1919年10月20日 |
| 就役             | 1920年8月2日 |
| 除籍             | 1940年2月1日 |
| その後           | 1940年11月15日雑役船編入、練習船指定、兵学校附属 1945年2月23日「大須」と改名 終戦直後、台風により江田島で座礁 1947年または1948年に解体                    |
| 性能諸元（計画） | |
| 排水量           | 基準：公表値 770トン 常備：850.00トン |
| 全長             | 全長：290 ft 0 in (88.39 m) 水線長：280 ft 0 in (85.34 m) 垂線間長：275 ft 0 in (83.82 m)                                                                 |
| 全幅             | 26 ft 0 in (7.92 m)または7.93m |
| 吃水             | 8 ft 0 in (2.44 m) |
| 深さ             | 16 ft 3 in (4.95 m) |
| 推進             | 2軸 x 400rpm 直径 8 ft 6 in (2.59 m)、ピッチ3.378m または直径2.565m、ピッチ3.353m                                                                         |
| 機関             | 主機：三菱パーソンズ式(高圧インパルス・低圧リアクション式一段減速)オールギアードタービン(高低圧) 2基 出力：21,500shp ボイラー：ロ号艦本式缶(重油専焼) 3基 |
| 速力             | 36ノット |
| 燃料             | 重油250トン |
| 航続距離         | 3,000カイリ / 14ノット |
| 乗員             | 計画乗員 107名 竣工時定員 110名 |
| 兵装             | 45口径三年式12cm砲 単装3門 三年式機砲 2挺 53cm連装発射管 2基4門 魚雷8本                                                                                   |
| 搭載艇           | 内火艇1隻、18ftカッター2隻、20ft通船1隻 |
| 備考             | ※トンは英トン |

柹（柿、かき）は、大日本帝国海軍の駆逐艦で、樅型駆逐艦の7番艦である。同名艦に橘型駆逐艦の「柿」があるため、こちらは「柿 (初代)」や「柿I」などと表記される。

## 艦歴
1919年（大正8年）2月27日、浦賀船渠で起工。同年10月20日午後2時30分進水。1920年（大正9年）8月2日竣工。
1932年（昭和7年）、第一次上海事変において揚子江水域の作戦に参加した。
1940年（昭和15年）2月1日除籍。同年11月15日、雑役船に編入され、海軍兵学校付属の練習船となる。前部魚雷発射管を撤去し、その跡と艦尾に甲板室を新設した。その他の兵装は残されたが、1944年（昭和19年）に撤去された。
1945年（昭和20年）2月23日、柿 (橘型駆逐艦)との区別のため、大須（おおす）に改称された。そのまま終戦を迎え、終戦直後に日本を通過した枕崎台風や阿久根台風といった台風で江田内の鷲部海岸に座礁した。10月に入っても座礁したままであることが、進駐したアメリカ軍に確認されている。その後、解体された。

## 艦長
※『日本海軍史』第9巻・第10巻の「将官履歴」及び『官報』に基づく。
艤装員長
- 小山泰治 少佐：1919年11月1日[11] -

駆逐艦長
- 小山泰治 少佐：1920年8月1日[12] - 1920年12月1日[13]
- 原精太郎 少佐：1920年12月1日[13] - 1921年11月1日[14]
- （心得）中田操 大尉：1921年11月1日[14] - 1921年12月1日[15]
- 中田操 少佐：1921年12月1日[15] - 1922年2月1日[16]
- 佐野哲 少佐：1922年2月1日[16] - 1922年11月1日[17]
- （心得）伊藤長 大尉：1922年11月1日[17] - 1922年12月1日[18]
- 伊藤長 少佐：1922年12月1日[18] - 1924年5月10日[19]
- 難波正 少佐：1924年5月10日[19] - 1925年10月5日[20]
- 阿部弘毅 少佐：1925年12月1日 - 1926年12月1日
- 山口次平 少佐：1926年12月1日 - 1927年12月1日
- 松永貞市 少佐：1927年12月1日 - 1929年11月1日
- 則満宰次 大尉：1929年11月1日 - 1930年12月1日
- 瀬戸山安秀 少佐：1930年12月1日 - 1932年12月1日
- 天谷嘉重 少佐：1932年12月1日[21] - 1933年5月17日[22]
- （兼）西村祥治 中佐：1933年5月17日 - 1933年5月25日
- 河野康 少佐：1933年5月25日 - 1933年11月1日
- 久保田智 少佐：1933年11月1日 - 1934年9月29日
- 大迫東 少佐：1934年9月29日[23] - 1936年12月1日[24]
- 相馬正平 少佐：1936年12月1日[24] - 1937年12月1日[25]
- 神田武夫 少佐：1937年12月1日[25] - 1938年12月15日[26]
- （兼）高須賀修 少佐：1938年12月15日[26] - 1939年9月26日[27]
- （兼）江原晃 少佐：1939年9月26日[27] - 1939年11月1日[28]